# Stir It Up
Stir It Up är en kärlekssång skriven av Bob Marley 1967. Den spelades in av Johnny Nash till albumet I Can See Clearly Now, utgivet 1972, och blev en internationell hit med bland annat en tolfteplats på Billboards singellista. Den var därmed den första av Marleys låtar att nå framgångar utanför Jamaica. Marley spelade även själv in låten tillsammans med The Wailers och den användes på albumet Catch a Fire 1973. En liveversion finns med på Babylon by Bus från 1978. Ett liveframträdande i brittisk TV från 1973 finns även på Image Entertainments/Eagle Rocks video Bob Marley an the Wailers. Catch A Fire., som handlar om inspelningen av historiens första framgångsrika LP med ett reggaeband.
Peps Persson har gjort en svensk översättning av sången, med titeln "Styr den opp", som spelades in av Peps Blodsband till albumet Hög standard 1975.